# Pfarrkirche Oberneukirchen

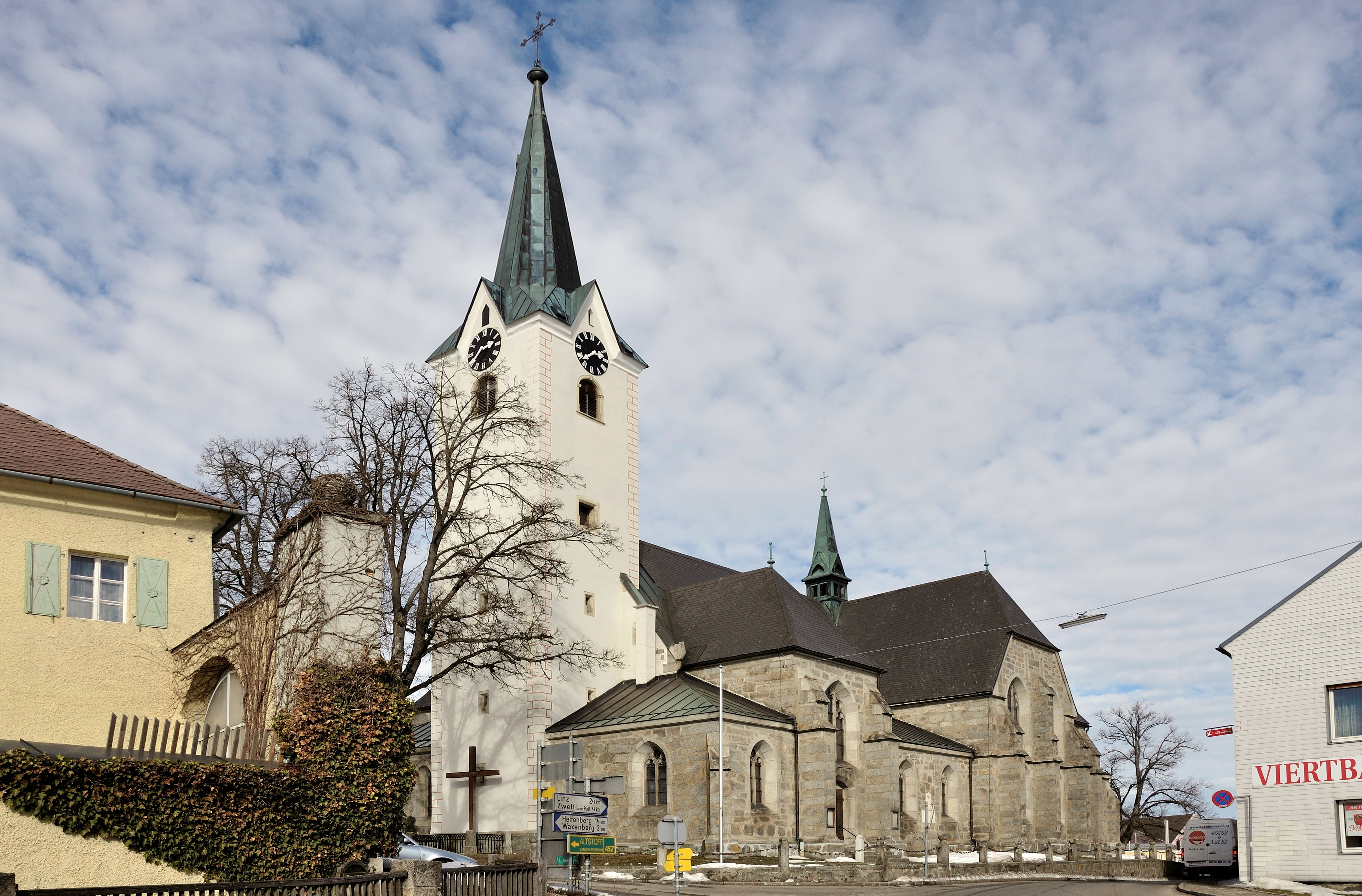
Katholische Pfarrkirche hl. Jakobus der Ältere in Oberneukirchen

Die römisch-katholische Pfarrkirche Oberneukirchen steht in der Marktgemeinde Oberneukirchen im Bezirk Urfahr-Umgebung in Oberösterreich. Sie ist dem heiligen Jakobus dem Älteren geweiht und gehört zum Dekanat St. Johann am Wimberg in der Diözese Linz. Das Bauwerk steht unter Denkmalschutz (Listeneintrag).

## Geschichte

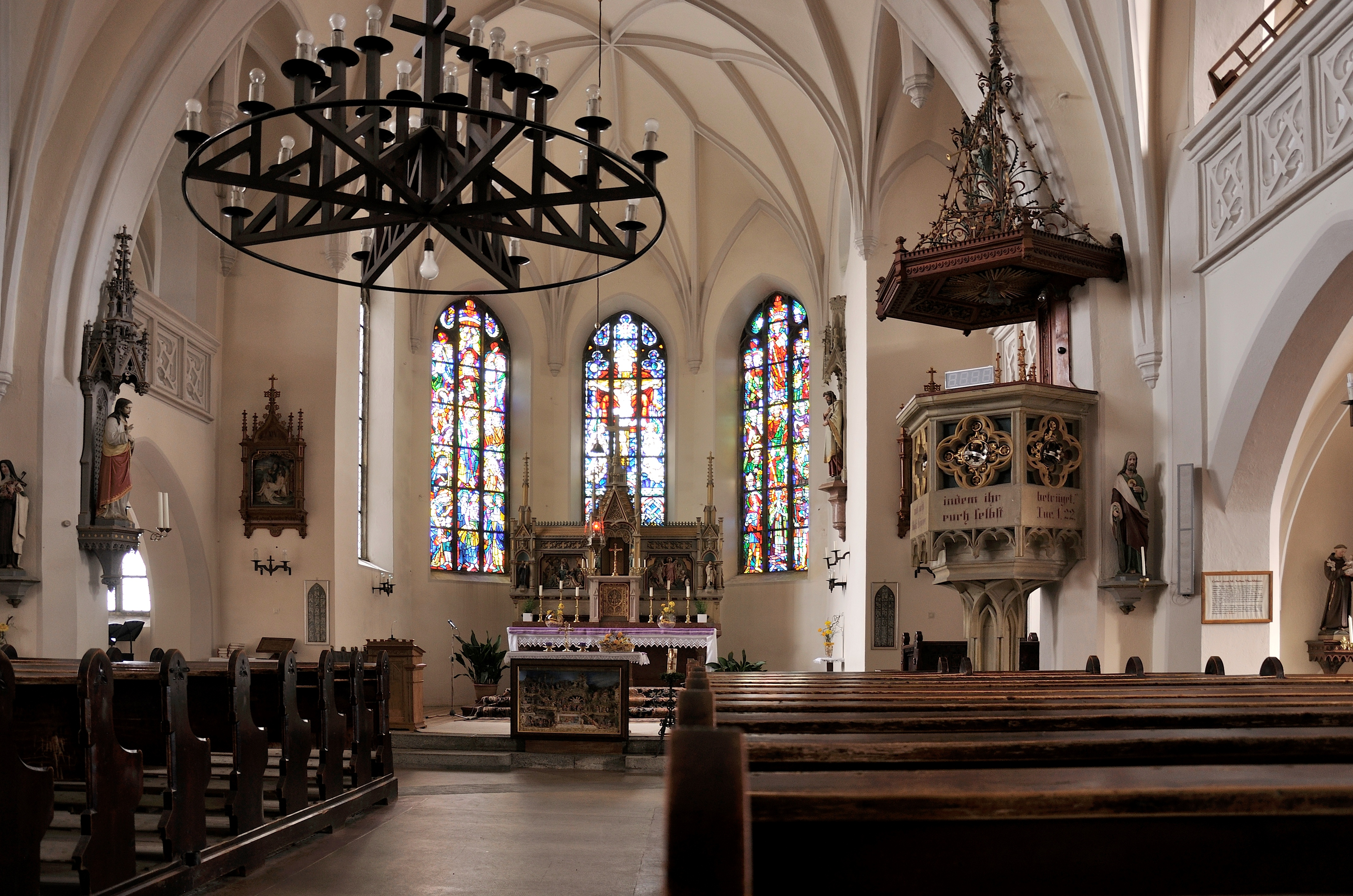
Innenraum der Pfarrkirche

Das Langhaus der Pfarrkirche sowie das südliche Seitenschiff und der Westturm stammen aus der Spätgotik (spätes 15. Jahrhundert). 1899/1901 erfolgte die Umformung des Altbaus und die Errichtung eines neogotischen Erweiterungsbaus. 1902 wurde die Kirche geweiht. Die Orgel stammt von Leopold Breinbauer aus 1914.